# Garibaldi (metrostation Lyon)
Garibaldi is een metrostation aan lijn D van de metro van Lyon, op de grens van het 3e arrondissement en het 7e arrondissement van de Franse stad Lyon. Het is geopend op 9 september 1991, als lijn D in gebruik genomen wordt. Het station ligt onder Cours Gambetta, waar deze kruist met de Rue Garibaldi.
Het station ligt niet direct onder straatniveau, in tegenstelling tot de meeste stations van de stad, omdat de tunnelbuis onder de tunnelbak van Rue Garibaldi door duikt. Hierdoor is er een tussenverdieping tussen het station en de straat, waar de sporen overgestoken kunnen worden. Deze tussenverdieping bestaat uit twee onafhankelijke delen die gescheiden worden door de Rue Garibaldi. In 2006 is de westelijke tussenverdieping uitgebreid door het overkappen van een open ruimte boven de sporen. De ondergrondse ruimtes worden natuurlijk verlicht door een glazen wand aan de noordzijde, ten westen van de Rue Garibaldi. Het station bestaat uit twee zijperrons langs het spoor.
In de nabijheid van het station is er de manufacture des tabacs, een voormalige tabaksfabriek die tegenwoordig een aantal faculteiten van de Universiteit Jean Moulin Lyon III huisvest.